# Athletic Club amboisien
Maillots
L'Athletic Club amboisien, plus connu sous le nom de l'AC Amboise, est un club de football basé à Amboise (Indre-et-Loire) et fondé en 1920.
Le club a évolué durant sept saisons en division nationale dans les années 1960 et 1970. Il évolue actuellement en Régional 3.

## Histoire

### Remontée avec Paco Ibanez (1997-2010)
En fin d'année 2009, après treize années passées à la tête du club de l'AC Amboise Football, quatre montées, deux Coupes du Centre et autant de Coupes d'Indre-et-Loire, le Président Larbi Boussa démissionne pour raisons personnelles. Francis Labrousse, ancien vice-président et seul candidat, est élu à l'unanimité.
Au terme de la saison 2009-2010 et après treize années passées au sein de l'AC Amboise Football, Paco Ibanez quitte le club à la fin de la saison. Sous sa direction, l'équipe première connait cinq montées (de la 1re division départementale jusqu'à la DH), remporte 2 Coupes du Centre et une Coupe d'Indre-et-Loire.

### Retour en départemental (depuis 2010)
Stéphane Gougé, arrivé six ans plus tôt comme joueur, se voit confier la direction de l’équipe première. Pour sa première saison, Gougé et ses joueurs termine à la huitième place de DH Centre.
En février 2012, la direction emmenée par Francis Labrousse, annonce qu'elle n'ira pas au-delà de la saison en cours. Après avoir supprimé les 15 000 € de dette, l'équipe dirigeante se déclare fatiguée par la gestion d'un club de 300 licenciés. À la fin de la saison 2011-2012, l'AC Amboise est reléguée en Division d'Honneur Régionale, second échelon de la Ligue du Centre. Avec un budget deux à trois fois inférieur à celui de ses adversaires, l'ACA n'est alors plus à sa place dans l'élite régional et est logiquement relégué.
Jacky Delétang, seul à se présenter et dirigeant depuis 1969, est élu à l'unanimité au poste de Président en octobre 2012. Il tient ce poste durant la saison 2012-2013 puis cède sa place à Vincent Garcia.
En 2013, à la suite du départ annoncé de Stéphane Gougé, Dominique Pourret est engagé une saison pour diriger l'équipe fanion. Le club n'a alors qu'une seule équipe de jeunes au niveau régional et l'équipe réserve est tombée en troisième division départementale, avec un budget qui n'est pas exponentiel (125 000 €) mais sans dette. L'équipe termine troisième du championnat et quart-de-finaliste de la Coupe du Centre. Dominique Pourret est prolongé et entame sa seconde saison aux commandes du club rouge et noir. Mickaël Guillon, auteur de 24 buts l'exercice précédent, quitte le club.
Les saisons suivantes sont très compliquées pour l'AC Amboise : à l'issue de la saison 2014-2015, le club termine onzième du classement et est relégué en Promotion d'Honneur. À la fin de l'exercice 2015-2016, l'ACA enchaîne une deuxième relégation consécutive et retombe au niveau départemental.
Dominique Pourret est remplacé par Sébastien Benoist pour la saison 2016-2017. D'abord quatrième puis cinquième en 2017-2018, Amboise est relégué en Départemental 2 à la fin de la saison 2018-2019, malgré le retour de Paco Ibanez en tant qu'entraîneur et un beau parcours en Coupe de France cette saison-là (élimination au 5e tour par Bourges 18, club de National 3). En 2019-2020, au moment où les championnats définitivement arrêtés en raison de la pandémie de COVID-19, les Amboisiens sont derniers au classement. Les montées tout comme les descentes sont définitives et l'AC Amboise se retrouve en Départemental 3.
Après une saison 2020-2021 achevée précocement de nouveau en raison de la pandémie et des mesures sanitaires renforcées, les hommes de Jérémy Dutriaux terminent leader à l'issue de la saison 2021-2022 et remontent en Départemental 2. La saison 2022-2023 est une réussite puisque l'AC Amboise, auteur d'une saison quasi parfaite (premier avec un bilan de 20 victoires, 2 nuls et aucune défaite), est promu en Départemental 1.

## Palmarès

### Titres et trophées
- DH Centre (2)
  - Champion en 1963 et 1975
- Coupe du Centre (2)
  - Champion en 2005 et 2009
- Coupe d'Indre-et-Loire (7)
  - Vainqueur en 1964, 1973, 1974, 1975, 1985, 1993, 1999

### Bilan en division nationale
| Championnat              | Saisons | J  | V  | N  | D  | Bp | Bc  |
| ------------------------ | ------- | -- | -- | -- | -- | -- | --- |
| Championnat de France    | 0       | -  | -  | -  | -  | -  | -   |
| Championnat de France D2 | 0       | -  | -  | -  | -  | -  | -   |
| Championnat de France D3 | 0       | -  | -  | -  | -  | -  | -   |
| CFA (1948-1970)          | 3       | 68 | 17 | 12 | 39 | 70 | 146 |
| Division 3 (1970-1993)   | 2       | 60 | 21 | 11 | 28 | 82 | 90  |
| Championnat de France D4 | 0       | -  | -  | -  | -  | -  | -   |
| Division 4 (1978-1993)   | 2       | 52 | 13 | 10 | 29 | 47 | 83  |
| Championnat de France D5 | 0       | -  | -  | -  | -  | -  | -   |

### Bilan saison après saison
| Saison    | Championnat       | Championnat | Championnat | Championnat | Championnat | Championnat | Championnat | Championnat | Championnat | Championnat | Coupe de France | Entraîneurs       |
| Saison    | Division          | Class.      | Pts         | M           | V           | N           | D           | Bp          | Bc          | Diff        | Coupe de France | Entraîneurs       |
| --------- | ----------------- | ----------- | ----------- | ----------- | ----------- | ----------- | ----------- | ----------- | ----------- | ----------- | --------------- | ----------------- |
| 2015-2016 | PH Centre - Gr.A  | 11e/12      | 41 pts      | 22          | 5           | 4           | 13          |             |             |             |                 | Dominique Pourret |
| 2016-2017 | Première division | 4e/12       | 32 pts      | 22          | 9           | 5           | 8           | 34          | 31          | 3           |                 | Sébastien Benoist |
| 2017-2018 | Départemental 1   | 5e/12       | 31 pts      | 22          | 9           | 4           | 9           | 43          | 44          | -1          | 4e tour         | Sébastien Benoist |
| 2018-2019 | Départemental 2   | 11e/12      | 17 pts      | 22          | 3           | 8           | 11          | 37          | 49          | -12         | 5e tour         | Paco Ibanez       |
| 2019-2020 | Départemental 2   | 12e/12      | 5 pts       | 14          | 1           | 2           | 11          | 14          | 32          | -18         |                 | Paco Ibanez       |
| 2020-2021 | Départemental 3   | 7e/12       | 4 pts       | 3           | 1           | 1           | 1           | 7           | 4           | 3           |                 | Jérémy Dutriaux   |
| 2021-2022 | Départemental 3   | 1er/12      | 53 pts      | 22          | 17          | 2           | 3           | 73          | 23          | 50          |                 | Jérémy Dutriaux   |
| 2022-2023 | Départemental 2   | 1er/12      | 62 pts      | 22          | 20          | 2           | 0           | 87          | 22          | 65          | 4e tour         | Jérémy Dutriaux   |

## Identité et infrastructures

### Logos

Ancien logo.
Logo actuel.

### Stade George-Boulogne
Le stade où évolue l'AC Amboise porte le nom de Georges Boulogne, entraîneur et dirigeant de football français ayant joué 16 saisons à l'ACA entre 1924 et 1942.
L'enceinte comprend différents terrains de football permettant de jouer de quatre à onze joueurs par équipe, 3 terrains scolaires, une tribune de 629 places et une piste d'athlétisme de 400 mètres avec couloirs.

## Personnalités du club

### Présidents
- 1920-1923 :  Mr Rochereuil
- 1923-1932 :  Mr Landreau
- 1932-1965 :   Emile Gounin
- 1965-1969 :  André Chesnay
- 1969-1978 :  André Guerrier
- 1996-2009 :  Larbi Boussa
- 2009-2012 :  Francis Labrousse
- 2012-2013 :  Jacky Delétang
- 2013-2016 :  Vincent Garcia
- depuis 2016 :  Vincent Garcia et Marc Gautillot (co-présidents)

### Entraîneurs
- 1950-1951 :  Alfred Aston
- 1959-1966 :  Marcel Pascal
- 1966-1967 :  Kazimir Hnatow
- 1967-1970 :  Valentin Navarro
- 1970-1976 :  Joseph Sapeta
- 1976-1977 :  Larbi Boussa
- 1977-1978 :  Joseph Sapeta
- 1978-1981:  Daniel Solas
- 1997-2010 :  Paco Ibanez
- 2010-2013 :  Stéphane Gougé
- 2013-2016 :  Dominique Pourret
- 2016-2018 :  Sébastien Benoist
- 2018-2020 :  Paco Ibanez
- depuis 2020 :  Jérémy Dutriaux

### Joueurs emblématiques
- Georges Boulogne (1926-1942)
- Marcel Gaudry (1948-1950) (1953-1961)
- Alfred Aston (1950-1951)
- Marcel Pascal (1959-1966)
- Larbi Boussa (1962-65)
- Joseph Sapeta (1970-1978)
- Michel Cardoni (1975-1977)
- Daniel Solas (1978-1981)
- Stéphane Gougé (2004-20??)

## Supporters
L'ASACAF (Association des Supporters de l'AC Amboise Football) soutient son équipe, mais au-delà des matches, c'est surtout un soutien pour le club de football en général. Depuis 2006, l'association apporte son aide à la vie du club. Ce groupe, composé d'une vingtaine de personnes en 2014, représente un appui logistique et financier pour le club. Ses membres aident aux entrées du stade et à la billetterie lors des matches, aux buvettes lors de tournois et de matches, à la vie du club house, etc. La vie de l'association, c'est aussi l'organisation de manifestations pour récolter des fonds : brocante, lotos, spectacle. En novembre 2014, le président de l'ASACAF remet un chèque de 5 000 € au président du club Vincent Garcia, pour financer l'achat de matériel pour les jeunes de l'école de football. Cette somme fait partie des 7 000 € (sur un budget annuel de 29 700 €) que l'association des supporters verse au club pour la saison passée.